# Spinthoutkevers
De spinthoutkevers (Cerophytidae) zijn een familie van kevers (Coleoptera) in de onderorde van de Polyphaga.